# Nákladní tramvaj

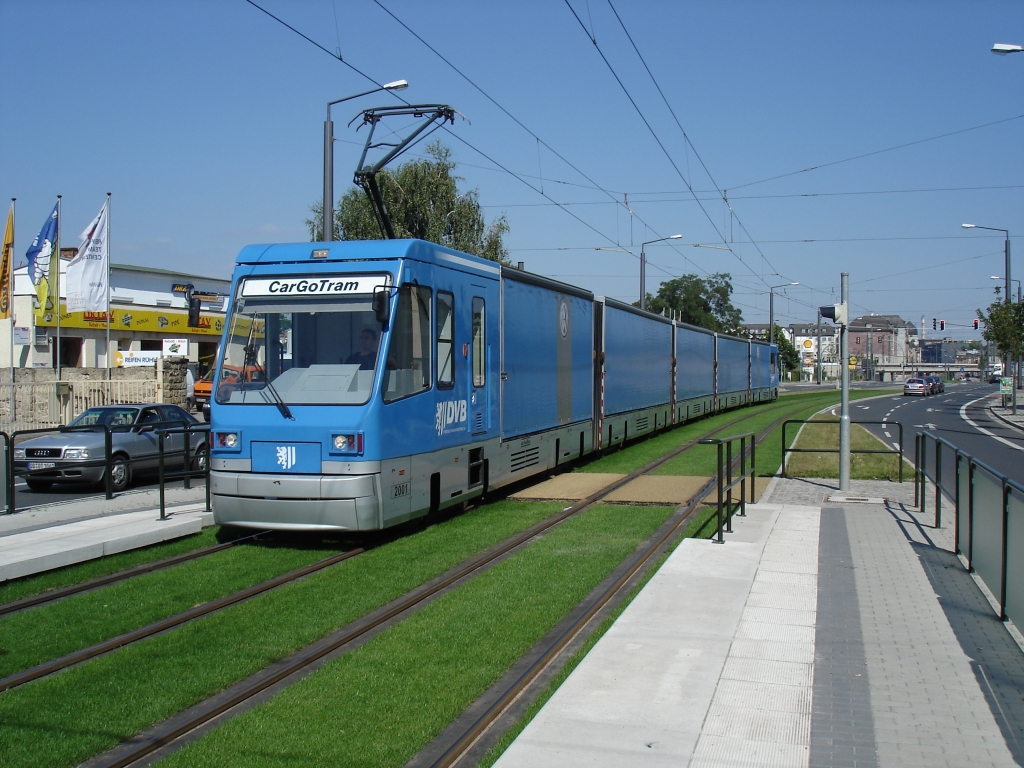
CarGoTram v Drážďanech

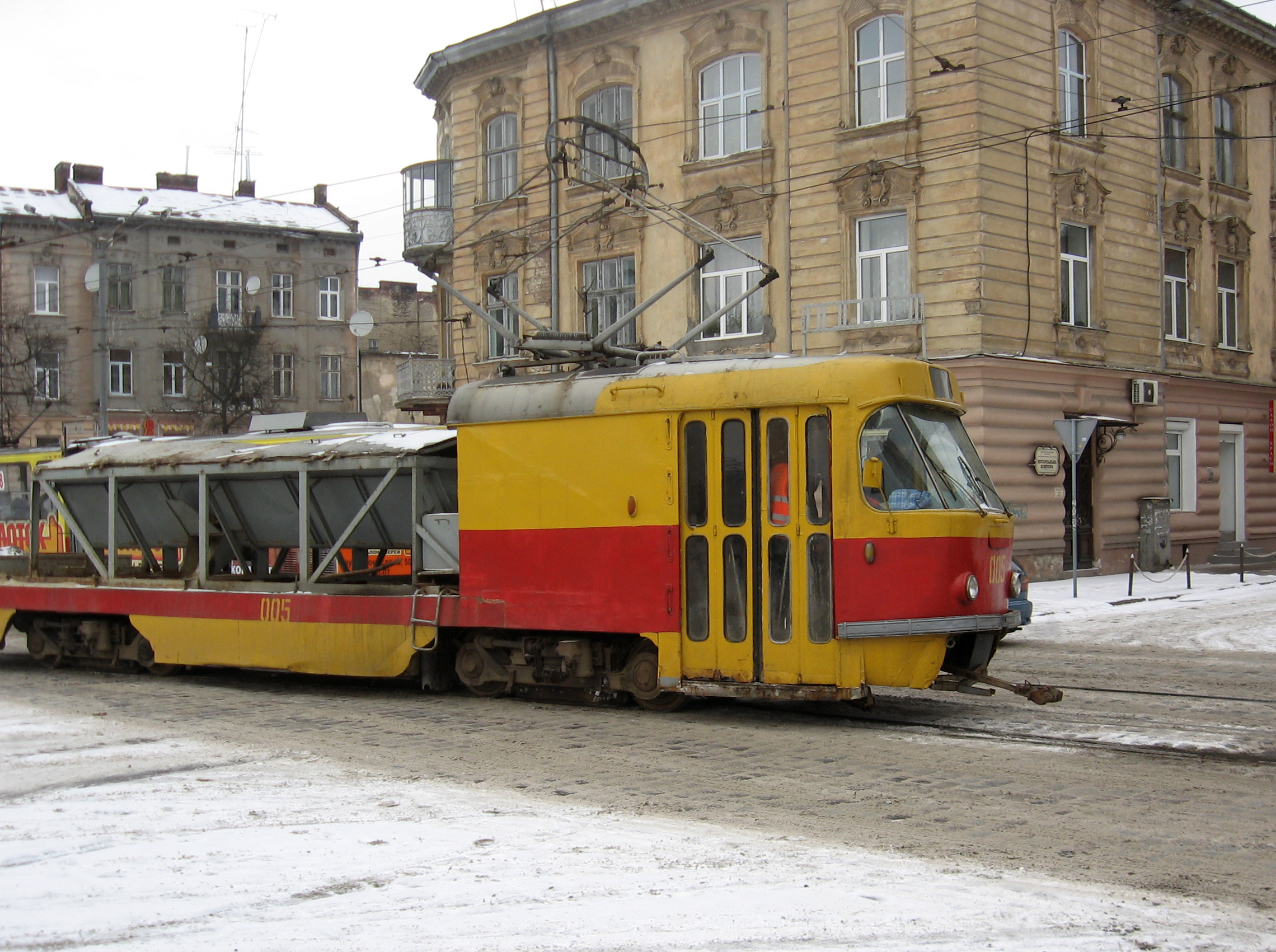
Tatra T4 přestavěná na nákladní tramvaj ve Lvově

Nákladní tramvaj je tramvaj určená k přepravě zboží či jiného nákladu.

## Historie
Nákladní tramvaje zažily svůj rozvoj v dobách začátku 20. století. Tehdy se využívaly pro dopravu zboží mezi různými podniky ve městech. Významnou roli sehrávaly také za první světové války, například v Praze, kde zajišťovaly zásobování a přepravovaly raněné. Nákladní tramvaje se ale nacházely i v mnoha dalších městech, známý je také provoz v Břasích nedaleko Plzně. Od 20. a 30. let vystřídaly tramvaje v roli přepravy nákladů nákladní automobily.
Provoz nákladních tramvají ve zbytku 20. století byl již ojedinělý. Na konci 90. let 20. století vznikl systém nákladních tramvají CarGoTram v Drážďanech. Jednalo se o soupravy tvořené pěti nákladními vozy, z nichž krajní disponovaly kabinou pro řidiče. Tyto soupravy zásobovaly továrnu Volkswagenu, nacházející se přímo v centru města. Dovoz dílů do ní nákladními auty by byl v podstatě nemožný, a tak se společnost rozhodla právě pro tramvaj. Dohromady existovaly dvě soupravy, které byly vyvinuty firmou Schalker Eisenhütte Maschinenfabrik GmbH Gelsenkirchen. Provozovány byly ve čtyřicetiminutovém intervalu, poprvé tramvaj vyjela v roce 2001. Koncem roku 2020 byl jejich provoz ukončen.